# Sharon, Vermont
Sharon är en kommun (town) i Windsor County i delstaten Vermont, USA med cirka 1 411 invånare (2000). 

## Kända personer från Sharon
- Joseph Smith, Jesu Kristi kyrka av sista dagars heliga, mormonernas grundare.